# OpAssen
OpAssen was een Nederlandse lokale politieke partij in de gemeente Assen, die eind 2013 is ontstaan als afsplitsing van Stadspartij PLOP.
OpAssen werd eind 2013 opgericht door Egbert Prent, in samenwerking met Willem Homan, nadat binnen de fractie van PLOP onenigheid was ontstaan. Het belangrijkste partijpunt was dat Assen 'op de burger moet passen', wat ook de partijnaam verklaart.
Bij de gemeenteraadsverkiezingen van 2014 behaalde de partij 1 zetel, die werd ingenomen door Prent.
In 2014, nog voor de gemeenteraadsverkiezingen, verliet Homan de partij. Ook hier was onenigheid binnen de fractie de oorzaak.
OpAssen nam in 2018 geen deel aan de gemeenteraadsverkiezingen en beëindigde haar activiteiten.